# هربرت فيندت
هربرت فيندت (بالألمانية: Herbert Windt)‏ (و. 1894 – 1965 م) هو ملحن، ومؤلفو موسيقى تصويرية ألماني، ولد في زنفتنبيرغ، كان عضوًا في الحزب النازي، توفي في أوبرهآخينغ، عن عمر يناهز 71 عاماً.

## وصلات خارجية
- هربرت فيندت على موقع IMDb (الإنجليزية)
- هربرت فيندت على موقع ألو سيني (الفرنسية)
- هربرت فيندت على موقع ميوزك برينز (الإنجليزية)
- هربرت فيندت على موقع أول موفي (الإنجليزية)
- هربرت فيندت على موقع قاعدة بيانات الأفلام السويدية (السويدية)
- هربرت فيندت على موقع قاعدة بيانات الفيلم (الإنجليزية)
- هربرت فيندت على موقع كينوبويسك (الروسية)